# Lancia Beta
O Lancia Beta (Tipo 828), estilizado como Lancia β, foi um automóvel do segmento D produzido pela montadora italiana Lancia de 1972 a 1984. Foi o primeiro modelo novo lançado pela Lancia após sua aquisição pela Fiat em 1969.
O Beta foi produzido em diversos estilos de carroceria, como sedã fastback de 4 portas (Beta Berlina), sedã de três volumes de 4 portas (Beta Trevi), cupê de 2 portas (Beta Coupé), targa de 2 portas (Beta Spider), perua de 3 portas (Beta HPE); um esportivo com motor central também foi vendido sob o nome Beta, o Lancia Beta Montecarlo.

## Etimologia
A empresa escolheu o nome Beta para um novo veículo a ser lançado em 1972, simbolizando um novo começo, pois refletia o fato de que o fundador da empresa, Vincenzo Lancia (1881-1937), havia usado letras do alfabeto grego em seus primeiros veículos – Alpha, Beta, Gamma, Delta e assim por diante. "Beta" já havia sido usado antes, primeiro para o carro da Lancia de 1908 e novamente para um ônibus de 1953. A Lancia já havia usado a primeira letra do alfabeto grego, Alpha, mas esta não foi escolhida para o novo Lancia de 1972 devido à óbvia confusão que poderia causar com os modelos Alfa Romeo.

## Origens

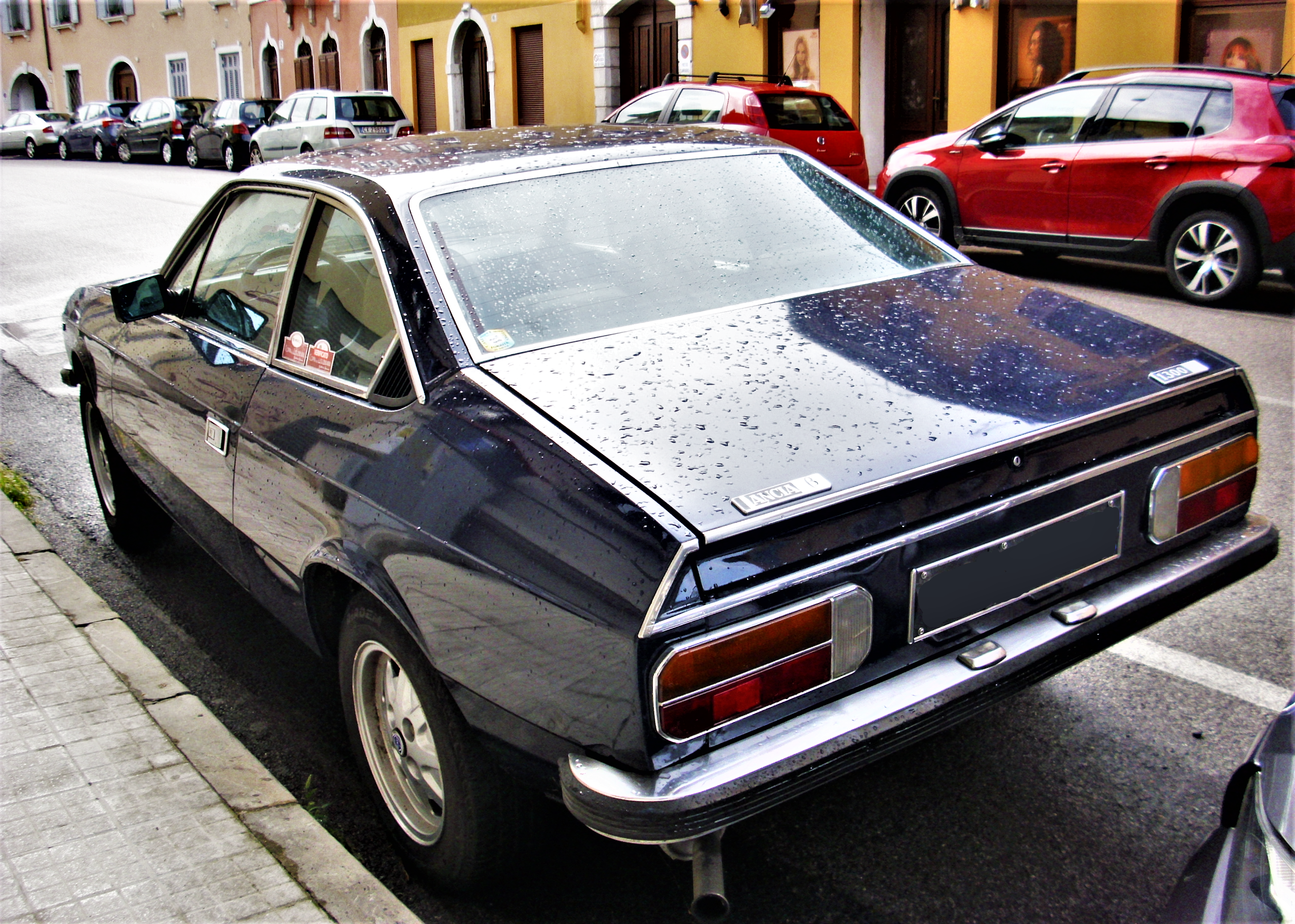
Um Lancia Beta 1300 Coupé pré-reestilização (Itália)

Quando a Fiat adquiriu a Lancia em 1969, a empresa estava sem Diretor Técnico há um ano, após a morte do Diretor Técnico Antonio Fessia. O Eng. Sergio Camuffo foi incumbido de desenvolver o novo modelo no início de 1970.
Embora vários engenheiros tenham deixado a empresa nos difíceis anos anteriores à aquisição pela Fiat, Camuffo conseguiu reunir um núcleo de engenheiros da Lancia, encarregados de colocar o carro em produção até o final de 1972. Romanini, responsável pelo design do chassi, Zaccone Mina, pelo desenvolvimento do motor, com Gilio e Bencini nos testes. O prazo era muito curto e o orçamento para o desenvolvimento era relativamente limitado. Esses foram os principais fatores que influenciaram a decisão de usar um motor existente: o motor Fiat de quatro cilindros em linha, com comando de válvulas duplo no cabeçote e cabeçote de liga leve e bloco de ferro fundido.
No lançamento do Beta, no final de 1972, o chefe da Fiat, Gianni Agnelli, disse aos jornalistas que a produção da Lancia seria de cerca de 40.000 unidades em 1972, numa época em que um volume de 100.000 era necessário para cobrir os custos fixos envolvidos no desenvolvimento e na produção dos carros. A falta de lucratividade da Lancia também foi evidenciada pela ausência de modelos de substituição em desenvolvimento na época da aquisição pela Fiat. O Lancia Fulvia, embora muito apreciado, havia sido desenvolvido com pouca preocupação em torná-lo economicamente viável; portanto, foi vendido a um preço alto em volumes correspondentemente baixos.
O objetivo do novo proprietário da empresa com o novo Beta era manter a imagem de qualidade e o preço premium dos Lancia existentes, minimizando o tempo de desenvolvimento e os custos de produção, utilizando tecnologia e peças próprias do grupo Fiat sempre que possível. O projeto adaptou um motor Fiat já existente e bastante conceituado, instalado transversalmente e com tração dianteira, em linha com o investimento da Fiat nessa configuração durante a década anterior. A caixa de câmbio foi um desenvolvimento de uma unidade de transmissão que estava sendo desenvolvida pela Citroën, parceira da Fiat, para um futuro modelo próprio. Acima de tudo, e em contraste com o Fulvia, o design do Beta era relativamente barato de produzir, em volumes significativamente maiores do que os alcançados pelos sedãs Lancia anteriores.

## Recursos
Todas as versões do carro vinham com motores DOHC, câmbio de cinco marchas, direção pinhão e cremalheira, suspensão totalmente independente com amortecedores MacPherson, tanto na dianteira quanto na traseira, com freios a disco nas quatro rodas. Os modelos com tração dianteira estavam disponíveis em diversas cilindradas, variando de 1,3 litro a 2,0 litros. Era fornecido um único carburador Weber até a introdução da injeção eletrônica nos modelos HPE e Coupé de dois litros.
Assim como em vários modelos Lancia anteriores com tração dianteira, o motor e a caixa de câmbio eram montados em um subchassi aparafusado na parte inferior da carroceria. No entanto, no Beta, o motor e a caixa de câmbio manual eram instalados transversalmente em linha. Essa configuração inspirada na Fiat não só permitiu um compartimento do motor organizado, como também, ao inclinar o motor 20 graus para trás, os engenheiros da Lancia conseguiram uma melhor transferência de peso sobre as rodas motrizes e em direção ao centro do carro, além de rebaixar o centro de gravidade. O Lancia Montecarlo com tração traseira empregou um layout semelhante, exceto pelo subchassi ser montado na parte traseira.
Nos Beta com tração dianteira, a Lancia projetou uma suspensão traseira independente particularmente original, com amortecedores MacPherson fixados em braços transversais paralelos que articulavam em uma travessa central aparafusada na parte inferior do assoalho. Uma barra estabilizadora foi instalada no assoalho à frente dos amortecedores traseiros, com ambas as extremidades da barra recuando para serem aparafusadas aos amortecedores traseiros de cada lado. Este design único passou a ser utilizado em modelos Lancia posteriores. O design nunca foi patenteado pela Lancia e, consequentemente, inspirou configurações semelhantes de suspensão traseira em veículos de outras fabricantes durante as décadas de 1980 e 1990.
Um cupê com distância entre eixos curta foi lançado em junho de 1973 e, no ano seguinte, o conversível Spider 2+2. No Salão Internacional do Automóvel de Genebra de 1975, a Lancia lançou o HPE (High Performance Estate), com estilo semelhante ao do Reliant Scimitar e do Volvo 1800ES, utilizando a distância entre eixos do Berlina. Posteriormente, foi lançado o Beta Montecarlo, um cupê de dois lugares com motor central.
Os diferentes modelos passaram por diversas revisões e melhorias ao longo dos anos. A direção hidráulica, especialmente produzida pela empresa alemã ZF, passou a estar disponível em alguns modelos com volante à esquerda e também foi utilizada no Gamma. Em 1975, o estilo exterior foi modificado pela Pininfarina: "o vidro traseiro foi reposicionado em uma posição mais vertical" para melhorar a visibilidade, os pilares traseiros ganharam bordas de fuga mais acentuadas, a linha de cintura foi rebaixada e as janelas, maiores. A ignição eletrônica tornou-se disponível em 1978. A transmissão automática passou a ser oferecida no mesmo ano; o Beta foi o primeiro Lancia fabricado com uma opção de fábrica de transmissão automática. Em 1981, a direção hidráulica também passou a estar disponível em alguns modelos com volante à direita. Também naquele ano, uma versão com injeção eletrônica do motor 2.0 litros passou a estar disponível em alguns modelos. O Coupé e o HPE passaram por uma reestilização em junho de 1983 (ao mesmo tempo em que as versões VX superalimentadas foram introduzidas) e permaneceram disponíveis por um pouco mais de tempo do que as outras versões de carroceria.
No final da vida do modelo, a Lancia lançou o Trevi VX, com um supercompressor do tipo Roots instalado entre o carburador e o motor de dois litros de baixa compressão; o Coupé VX e o HPE VX seguiram logo depois (junho de 1983). Essas três variantes eram conhecidas como modelos Volumex e tinham o maior desempenho de todos os Betas de produção de rua, com 135 bhp e torque substancialmente aumentado em relação ao normal de dois litros de 200 N⋅m. O Coupé VX e o HPE VX podem ser distinguidos dos carros normais pela protuberância deslocada no capô, necessária para limpar a nova entrada de ar, um spoiler instalado abaixo do para-choque dianteiro e o spoiler traseiro de borracha. Eles também têm taxas de mola mais rígidas. A Lancia produziu 1272 Coupé VX, 2370 HPE VX e 3900 Trevi VX. A maioria tinha volante à esquerda (apenas 186 HPE com volante à direita e cerca de 150 Coupé com volante à direita foram importados para o Reino Unido; no entanto, o carro também foi vendido em outros mercados com volante à direita, portanto a produção exata do volante à direita permanece desconhecida). Apenas um Trevi VX com volante à direita foi produzido.
Um pequeno número de sedãs Trevi foi produzido para funcionar com GLP em vez de gasolina.

## Galeria

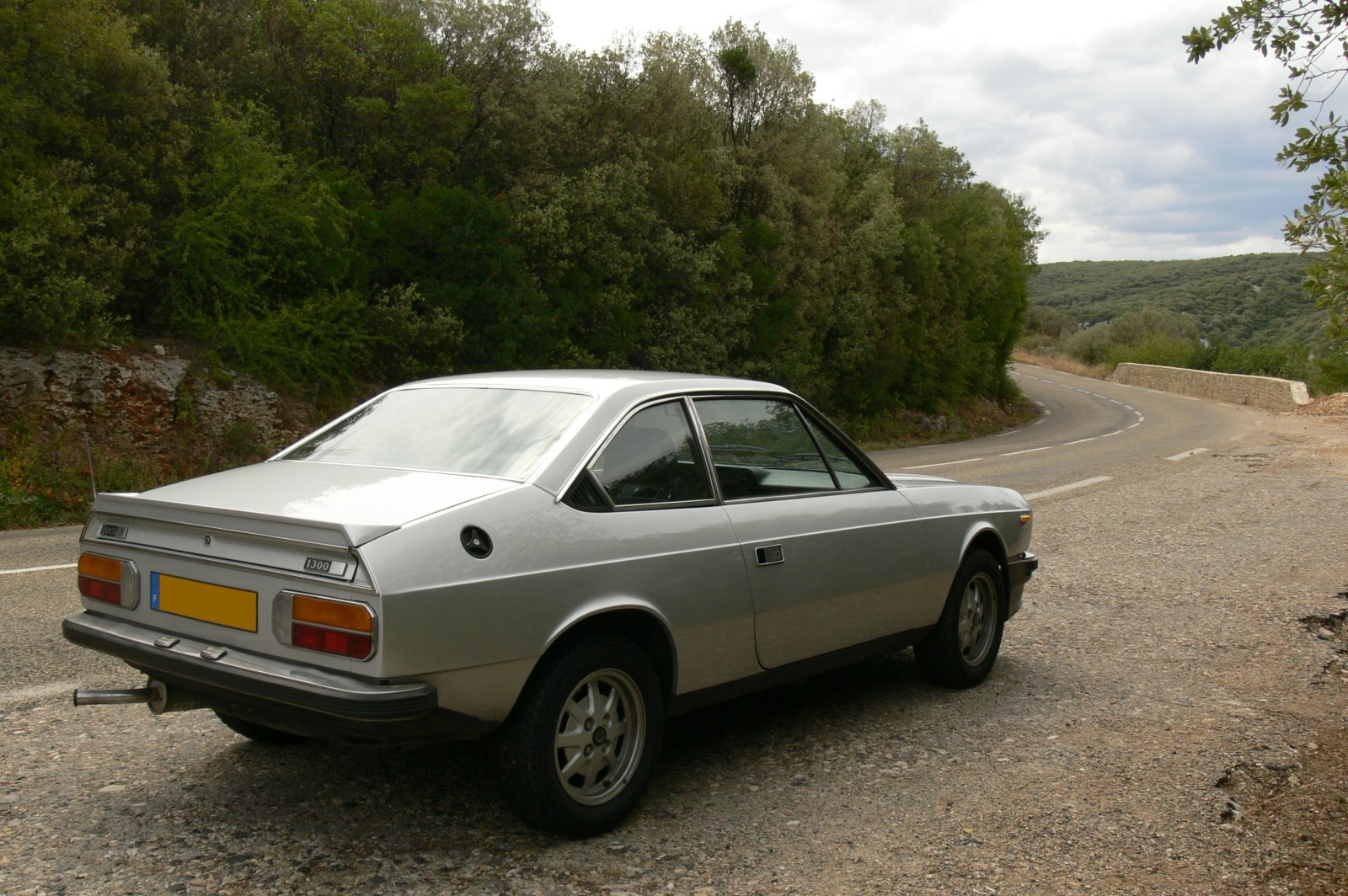
Lancia Beta Coupé
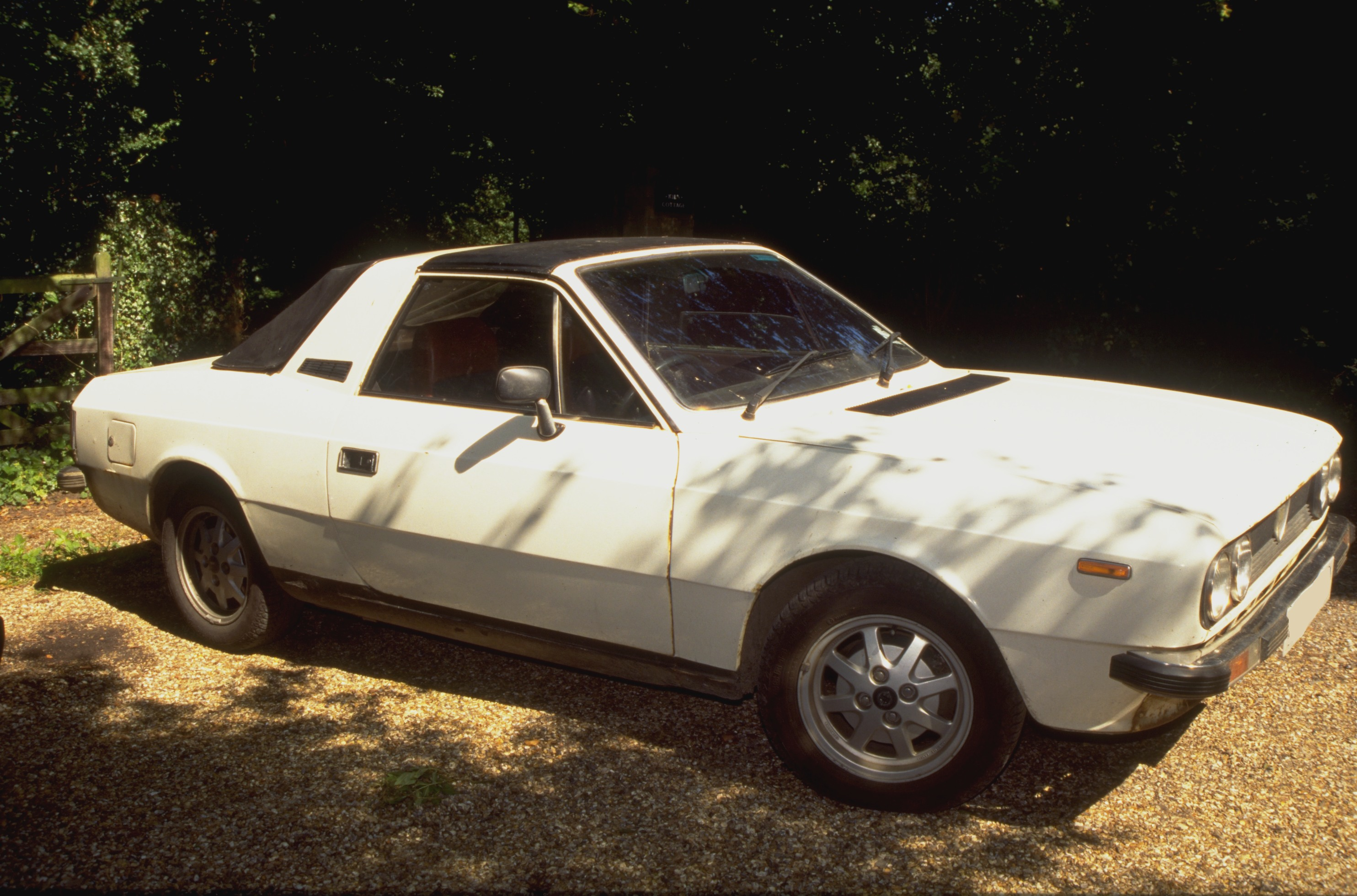
Lancia Beta Spider
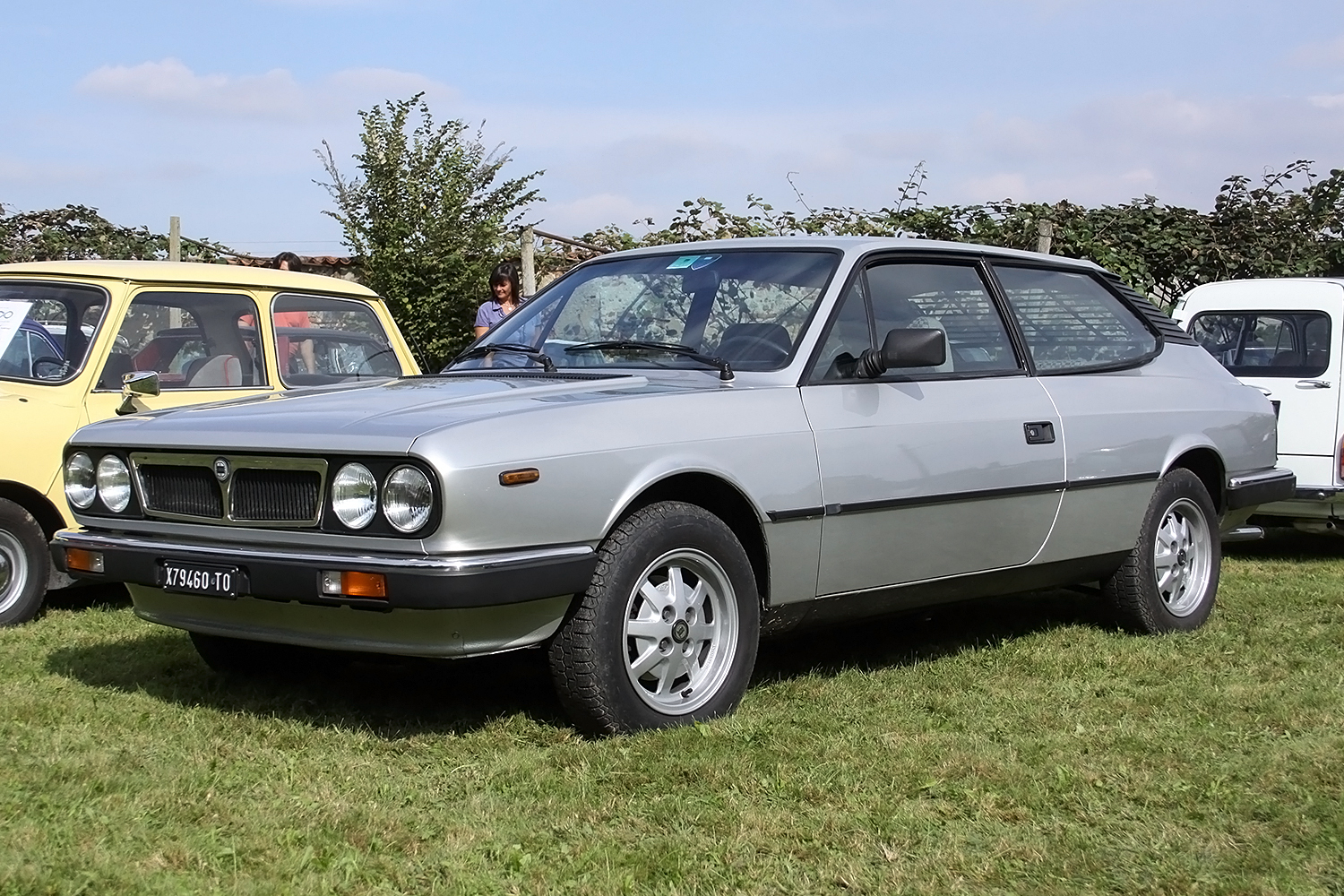
Lancia Beta HPE
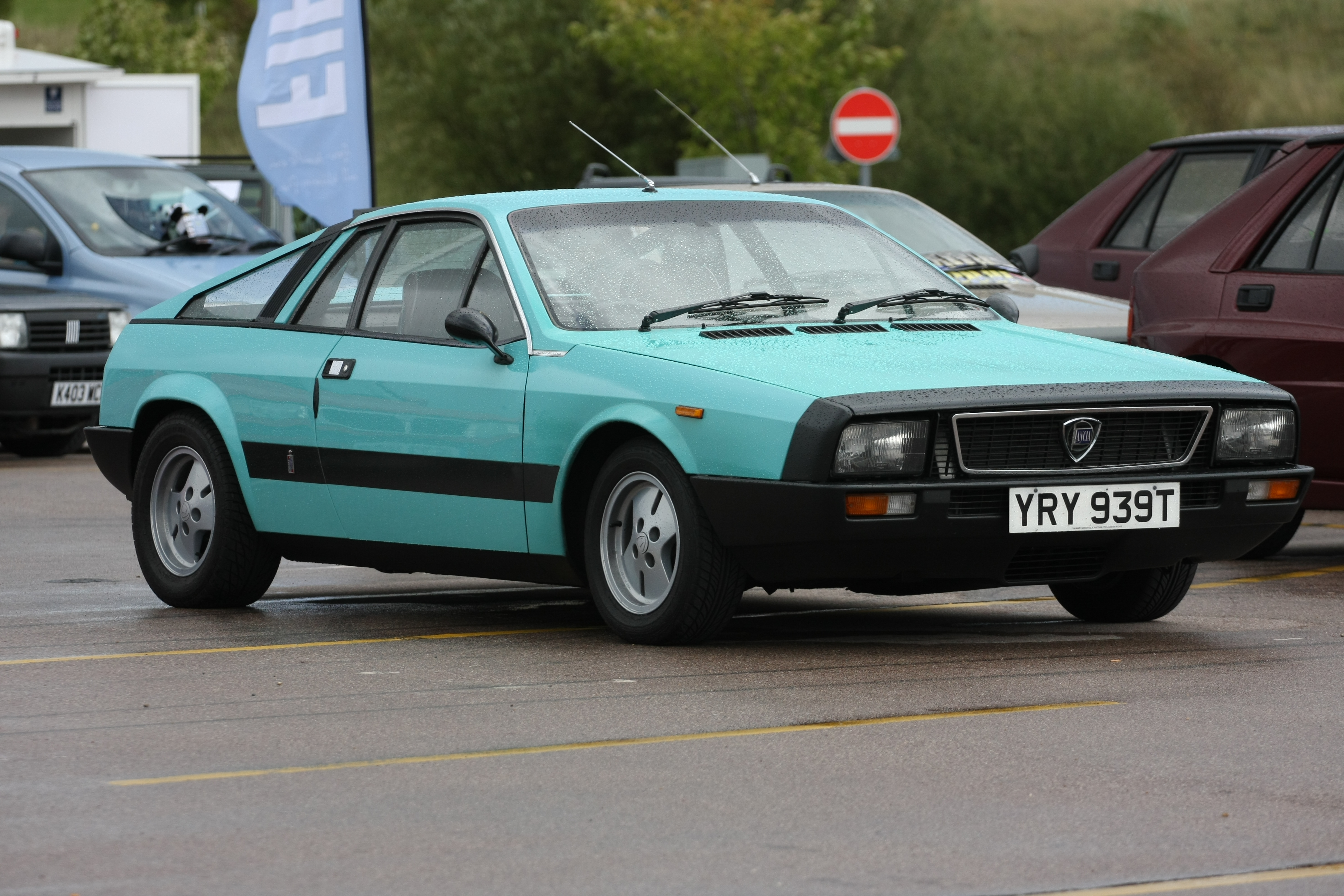
Lancia Beta Montecarlo
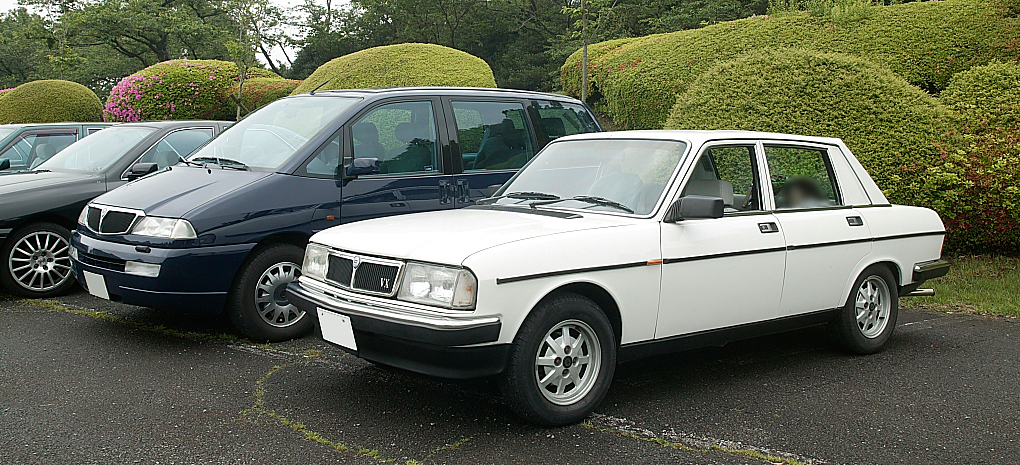
Lancia Trevi VX
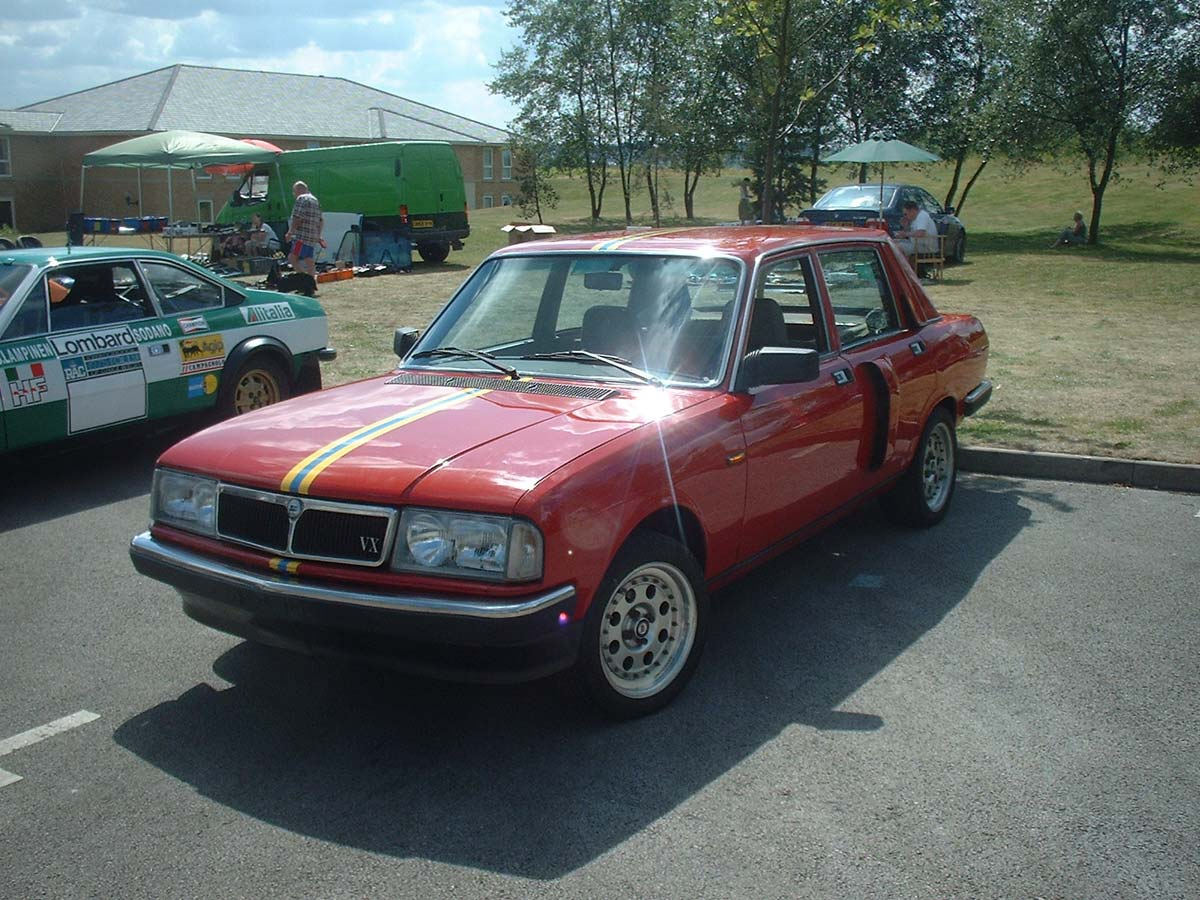
Lancia Trevi VX Bimotore